# شهرستان چیکوشی، فوکوئوکا

شهرستان چیکوشی (انگلیسی: Chikushi District, Fukuoka) یکی از  شهرستان‌های ژاپن است که در استان فوکوئوکا در ژاپن واقع شده‌است.